# Jan Bula

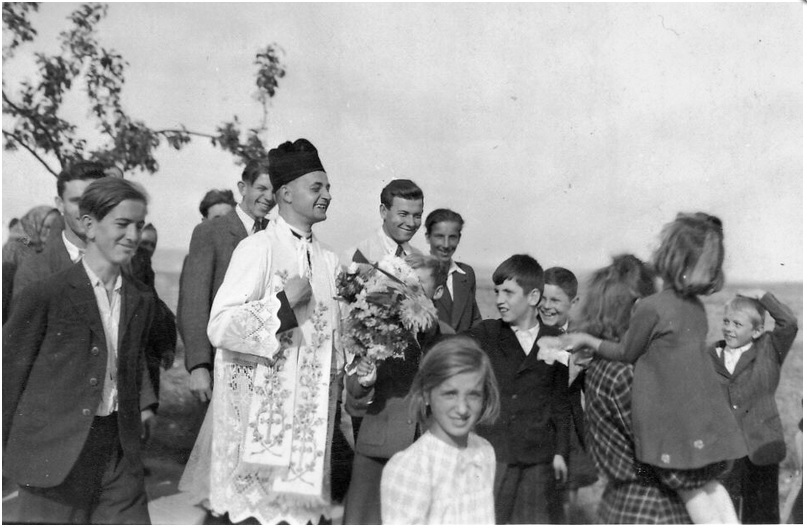
R. D. Jan Bula v kněžském chórovém oděvu mezi dětmi při pouti. Práce s dětmi a mládeží patřila k úkolům, které plnil s radostí. Právě proto měl jeho osud režimu posloužit jako výstraha všem kněžím, kteří by přestupovali zákaz výchovného působení na mládež.

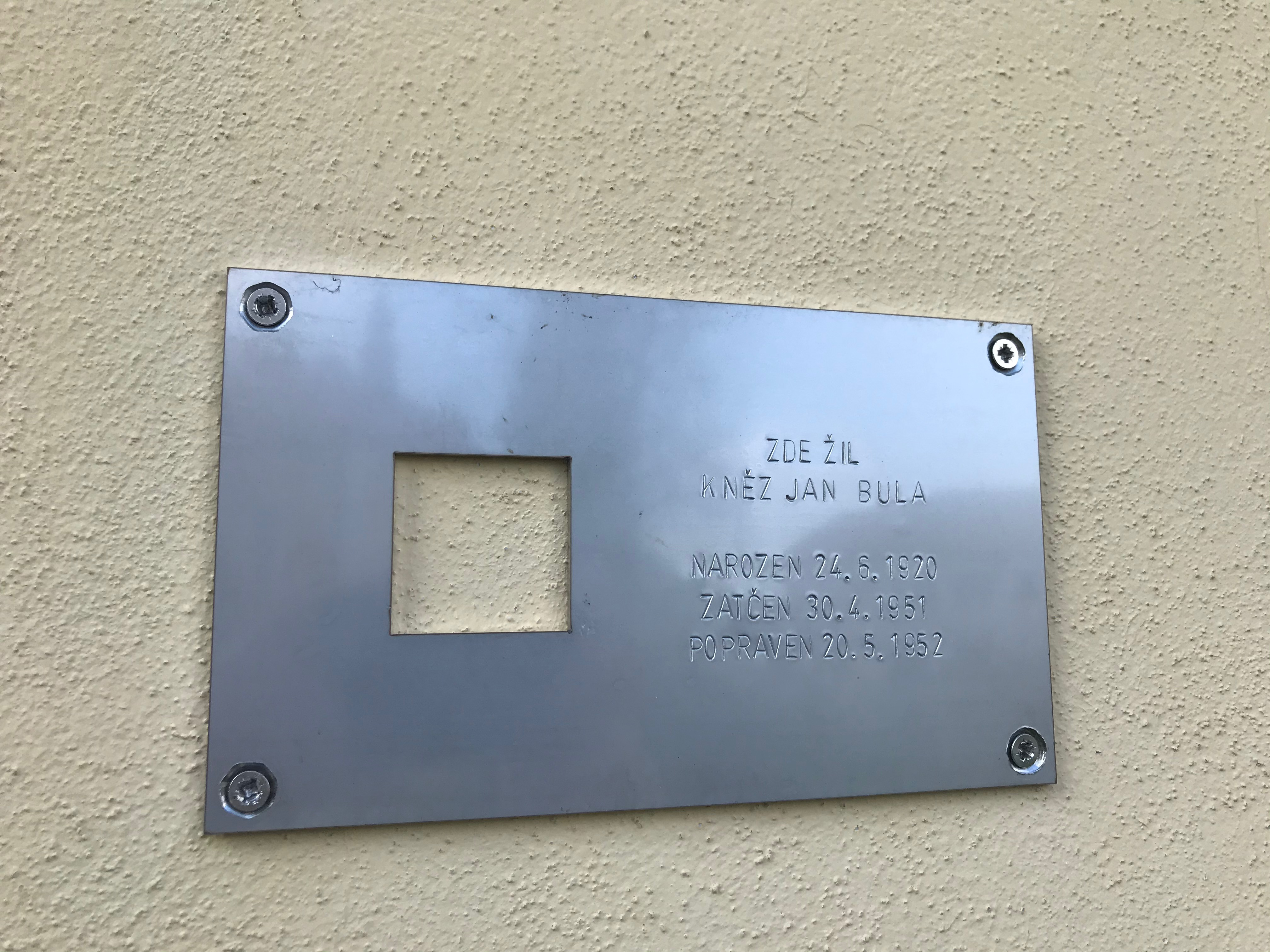
Pamětní deska Janu Bulovi v Rokytnici nad Rokytnou na budově fary

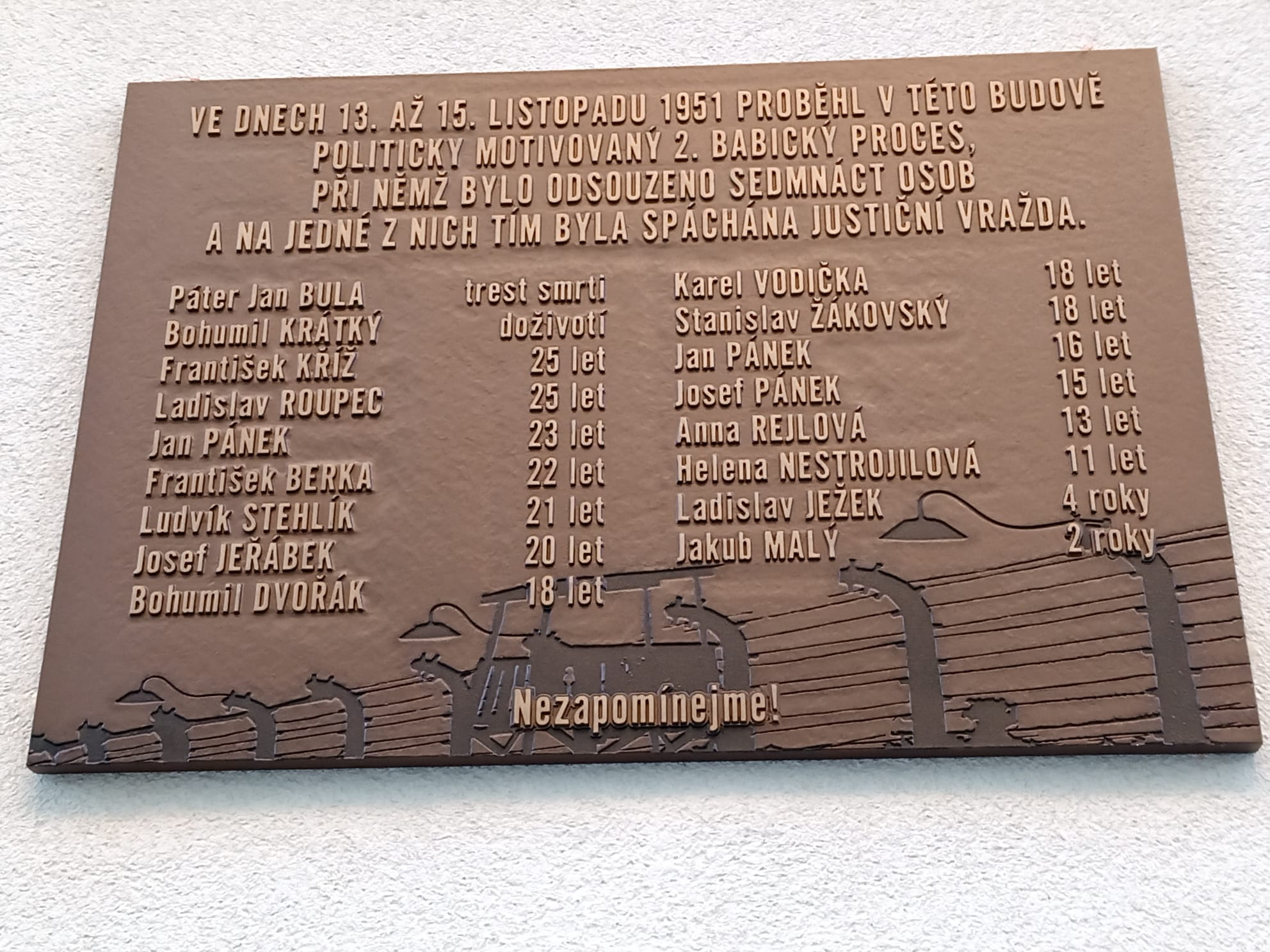
Pamětní deska byla odhalena v listopadu 2021 v Třebíči, ulice Smrtelná. Připomíná oběti politického procesu, který sloužil k likvidaci rolníků a kněží.

R. D. Jan Bula (24. června 1920 Lukov – 20. května 1952 Jihlava) byl český římskokatolický kněz, administrátor farnosti Rokytnice nad Rokytnou. Byl jednou z obětí justičních vražd, které komunistický režim spáchal v rámci tzv. babických procesů.

## Život
Jan Bula se narodil v železničářské rodině. Teologii vystudoval v Brně. Dne 29. července 1945 přijal kněžské svěcení. Působil jako kaplan v Rokytnici nad Rokytnou. V roce 1949 se stal administrátorem farnosti Rokytnice nad Rokytnou. V místech, kde působil, byl oblíben, vyhledávala ho zejména mládež.

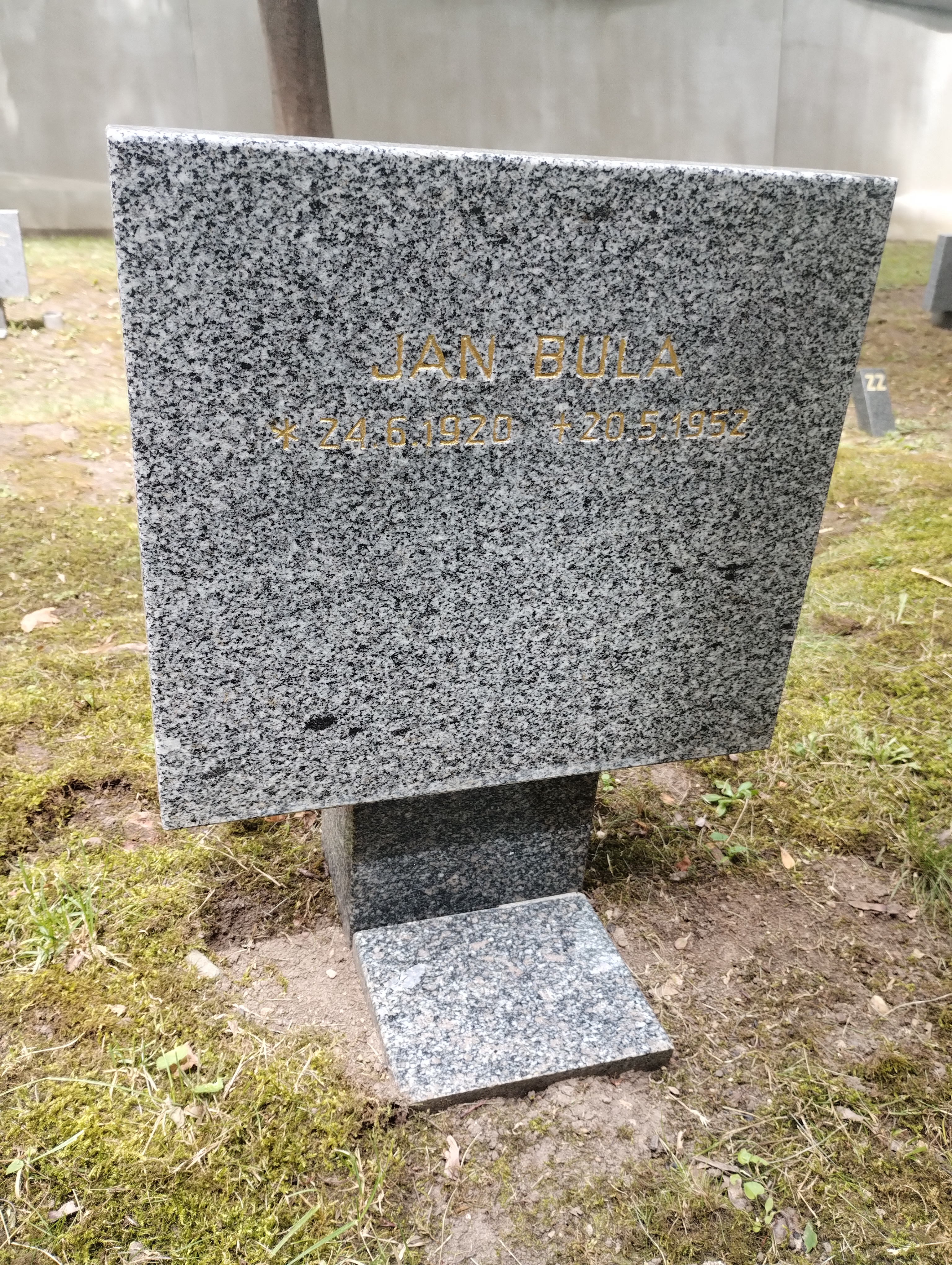
Symbolický náhrobek J. Buly na Čestném pohřebišti v Ďáblicích

V únoru roku 1951 jej kontaktoval Ladislav Malý, jeho někdejší spolužák z gymnázia. Tvrdil Bulovi, že unesl z internace pražského arcibiskupa Josefa Berana a chce jej převést přes hranice. Zároveň tvrdil, že arcibiskup se před přechodem hranic chce vyzpovídat. Krátce nato byl P. Bula před spoluprací s Malým varován P. Janem Podveským, farářem z Jaroměřic nad Rokytnou, pro podezření, že je agentem provokatérem, řízeným StB. Dne 28. dubna 1951 Malému sdělil, že s ním spolupracovat nebude, a dva dny nato byl zatčen.
Ladislav Malý zorganizoval 2. července 1951 přepadení schůze MNV v Babicích, při kterém došlo k zastřelení tří funkcionářů. P. Bula, který v době této akce byl již dva měsíce ve vězení, byl s touto akcí vykonstruovaně spojen, a byl odsouzen ve vykonstruovaném veřejném soudním procesu 15. listopadu 1951 v Třebíči k trestu smrti. Celý soudní proces provázela masivní propagandistická kampaň.
Ve vazbě byl Jan Bula mučen, při návštěvě ve věznici byly jeho matkou pozorovány velmi vystouplé modré žíly na rukou. Podle slov důstojníka to s ním soudruzi přehnali, bude muset jít v dalším procesu. Byly mu vymláceny všechny přední zuby, kvůli čemuž nemohl jíst tuhou stravu. Po zamítnuté žádosti o milost byl Jan Bula 20. května 1952 oběšen v Jihlavě.
V roce 1990 byl posmrtně rehabilitován. Od roku 2004 se připravuje jeho blahořečení. Také Starokatolická církev v České republice si ho připomíná jako mučedníka.
V roce 2016 vyšel knižně jeho podrobný a ucelený životopis Oběť případu Babice, Jan Bula 1920 – 1952, který zpracoval historik František Kolouch.
V roce 2019 Ústav pro studium totalitních režimů nechal na faru v Rokytnici nad Rokytnou umístit pamětní desku se jménem Jana Buly. Tabulky jsou součástí projektu Poslední adresa

## Proces blahořečení
Katolická církev zahájila řízení o jeho blahořečení. V lednu 2015 došlo k zapečetění obálek k přípravě blahořečení ve Vatikánu. Dalším krokem procesu blahořečení Jana Buly a Václava Drboly bylo ukončení procesní části v rámci biskupství brněnského a posléze došlo ke slavnostnímu zapečetění všech materiálu na slavnostní mši, materiály budou převezeny do Vatikánu. Od února probíhá proces beatifikace, kdy byla spuštěna sbírka právě pro urychlení procesu blahoslavení daných kněžích, teologové a další odborníci budou zkoumat údaje a události za 11 let práce kněžích v diecézi. Poslední instancí bude tzv. kolegium kardinálů, celý proces by měl trvat přibližně pět let.
V červenci 2017 skončila tzv. vatikánská část řízení, Kongregace pro blahořečení a svatořečení rozhodla, že biskupství materiály připravilo správně a pověst o mučednické smrti existuje. Nyní se připravuje tzv. Positio, dle kterého pak rozhodne Vatikán o blahořečení a případném svatořečení. Na urychlení prací se pořádají sbírky ve farnostech, kde Bula působil.

## Připomínky
- Památník 11 popraveným obětem komunistické justice v 50. letech byl odhalen v roce 1993 před budovou tehdejšího krajského soudu (dnes Vysoké školy polytechnické) v Jihlavě[21]
- Pamětní deska Janu Bulovi, Jaroslavu Melkusovi a Emilu Spilkovi v Lukově[22]
- Pamětní síň Jana Buly a expozice Vyhnanci v Lukově[23]
- Pamětní deska Janu Bulovi v Moravských Budějovicích[24]
- Pamětní deska Janu Bulovi v budově fary v Rokytnici nad Rokytnou[25]
- Pamětní deska Janu Bulovi na budově fary v Rokytnici nad Rokytnou[26]
- Dne 21. května 2022 byl (u příležitosti uplynutí 70 let od justiční vraždy) u kostela v Rokytnici nad Rokytnou na Třebíčsku odhalen pomník věnovaný páteru Janu Bulovi, který před smrtí sloužil jako administrátor farnosti v Rokytnici nad Rokytnou. Slavnostního odhalení se účastnil i farářův synovec – Antonín Bula, který žije v Rokytnici nad Rokytnou.[27]Pomník Jana Buly v Rokytnici nad Rokytnou

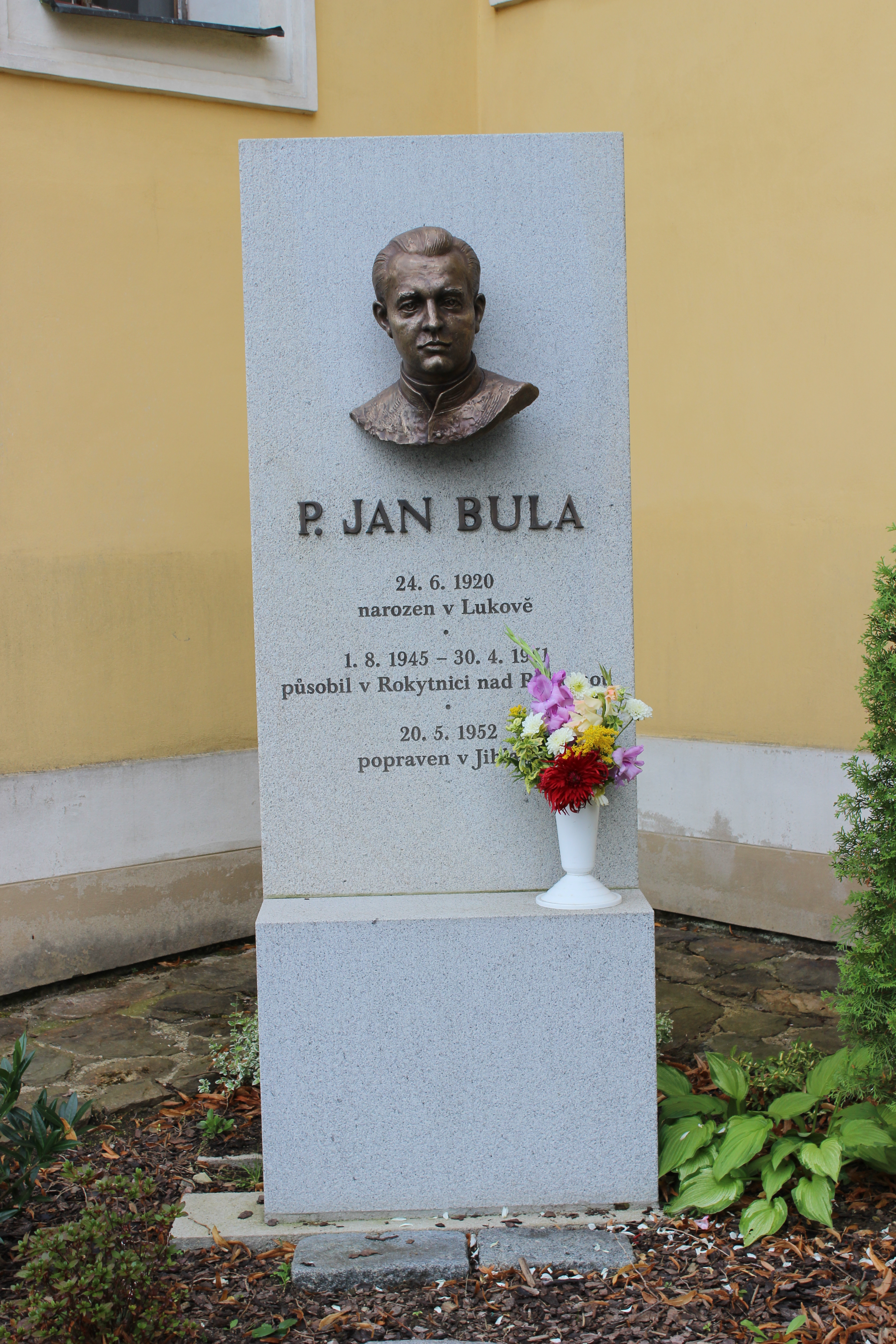
Pomník Jana Buly v Rokytnici nad Rokytnou